# Reginald Ruggles Gates
Reginald Ruggles Gates (1 de mayo de 1882 – 12 de agosto de 1962) fue un genetista estadounidense de origen canadiense quien publicó ampliamente en los campos de la botánica y la eugenesia.

## Biografía
Reginald Ruggles Gates era aborigen de Middleton, provincia de Nueva Escocia; y, tenía una hermana melliza Charlotte.
En 1903, Gates se graduó con honores de primera clase en ciencia, por la Universidad de Mount Allison. Desarrolló más estudios hacia una segunda licenciatura, por la Universidad McGill, pero fueron interrumpidos, por un año, en el que regresó a su hogar de la infancia, en Middleton, Nueva Escocia, donde se desempeñó como vicedirector en una escuela local. Completó ese segundo B.Sc. en 1905, centrándose en botánica, antes de aceptar una beca para miembros sénior en la Universidad de Chicago, donde completaría su Ph.D. sobre heredabilidad en Oenothera lata (onagra del atardecer) en 1908.

## Carrera
En 1910, Gates desarrolló trabajos botánicos en Misuri. Más tarde, fue profesor en el Bedford College, de Londres y profesor de biología, en el King's College London. Fue conocido por sus estudios de Oenothera; y, en otros géneros.
En 1931, fue elegido miembro de la Royal Society. En su nominación se lee: 

El profesor Gates goza de una amplia reputación como un distinguido investigador de problemas citológicos; y, especialmente en relación con la genética. Ha arrojado mucha luz sobre el comportamiento de Oenothera, que formó la base de la conocida teoría de las mutaciones de De Vries. Ha capacitado a varios estudiantes de citología, algunos de los cuales ahora ocupan puestos de importancia. Es autor de más de cien artículos y memorias, algunos de los cuales han sido publicados por la Royal Society. Últimamente ha prestado atención a la antropología genética y es autor de varios libros sobre este tema.

Además, Gates fue un eugenista. En 1923, escribió: Heredity and Eugenics. Mantuvo sus ideas sobre raza y eugenesia, mucho después de la Segunda Guerra Mundial, ya en una era en que se consideraban anacrónicas.
Fue fundador de Mankind Quarterly y de International Association for the Advancement of Ethnology and Eugenics, y sus artículos abundaron en la revista Acta Geneticae Medicae et Gemellologiae. Fue un fuerte oponente del matrimonio interracial; y, acordando con A.S. Winston, "argumentó que las razas eran especies separadas."

## Vida personal
En 1911, se casó con Marie Stopes, y tal matrimonio fue anulado en 1914. En 1929, se casaría con Jennie Williams; divorciándose más tarde. Y, en 1955, se casó con Laura Greer.

## Deceso y legado

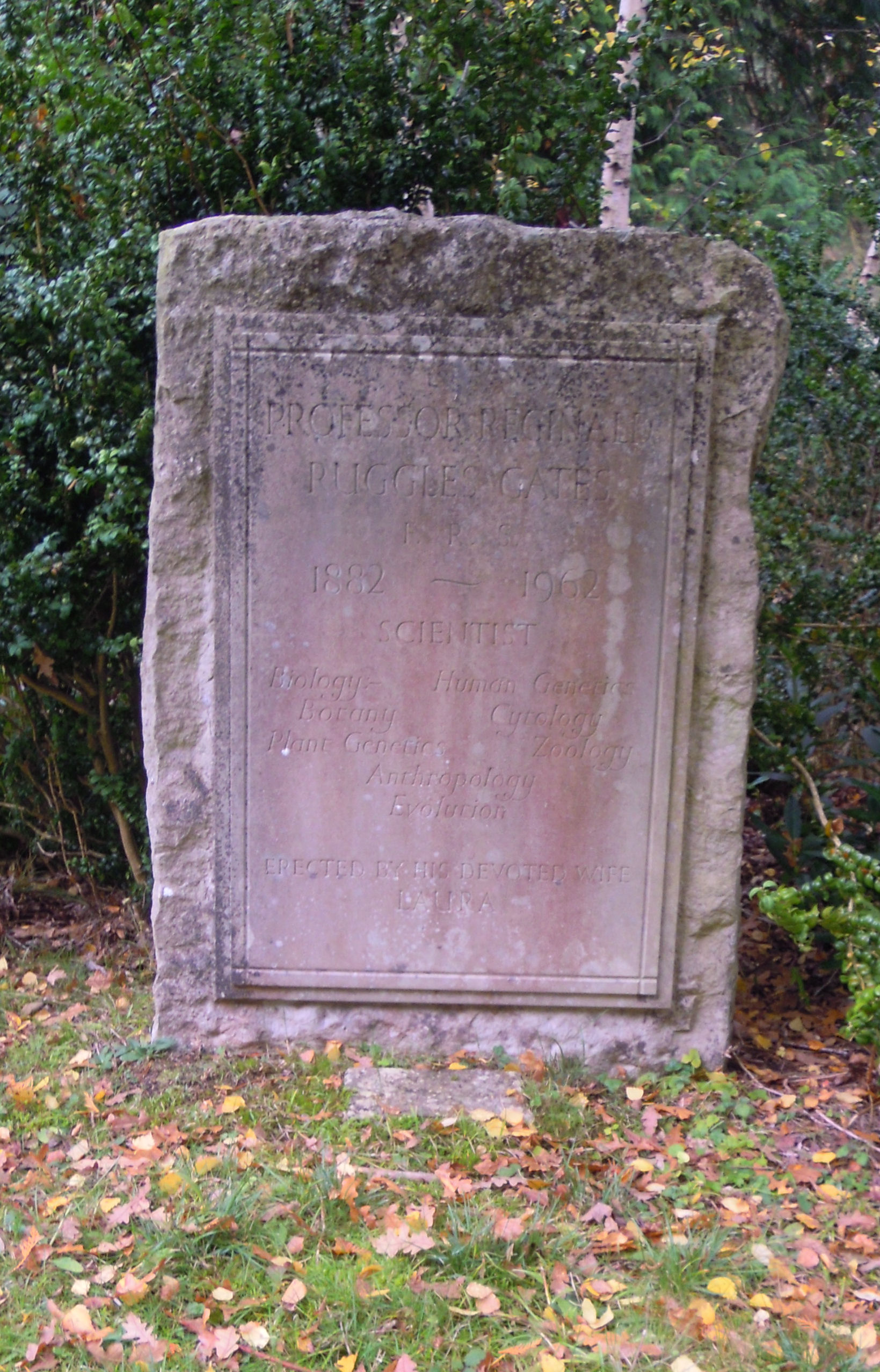
La tumba de Reginald Ruggles Gates, en el Cementerio de Brookwood.

Gates falleció el 12 de agosto de 1962; siendo inhumado en el Cementerio de Brookwood en Surrey. 

### Honores
Es conmemorado por el Premio Ruggles Gates, de la Universidad Mount Allison.

## Obra

### Algunas publicaciones

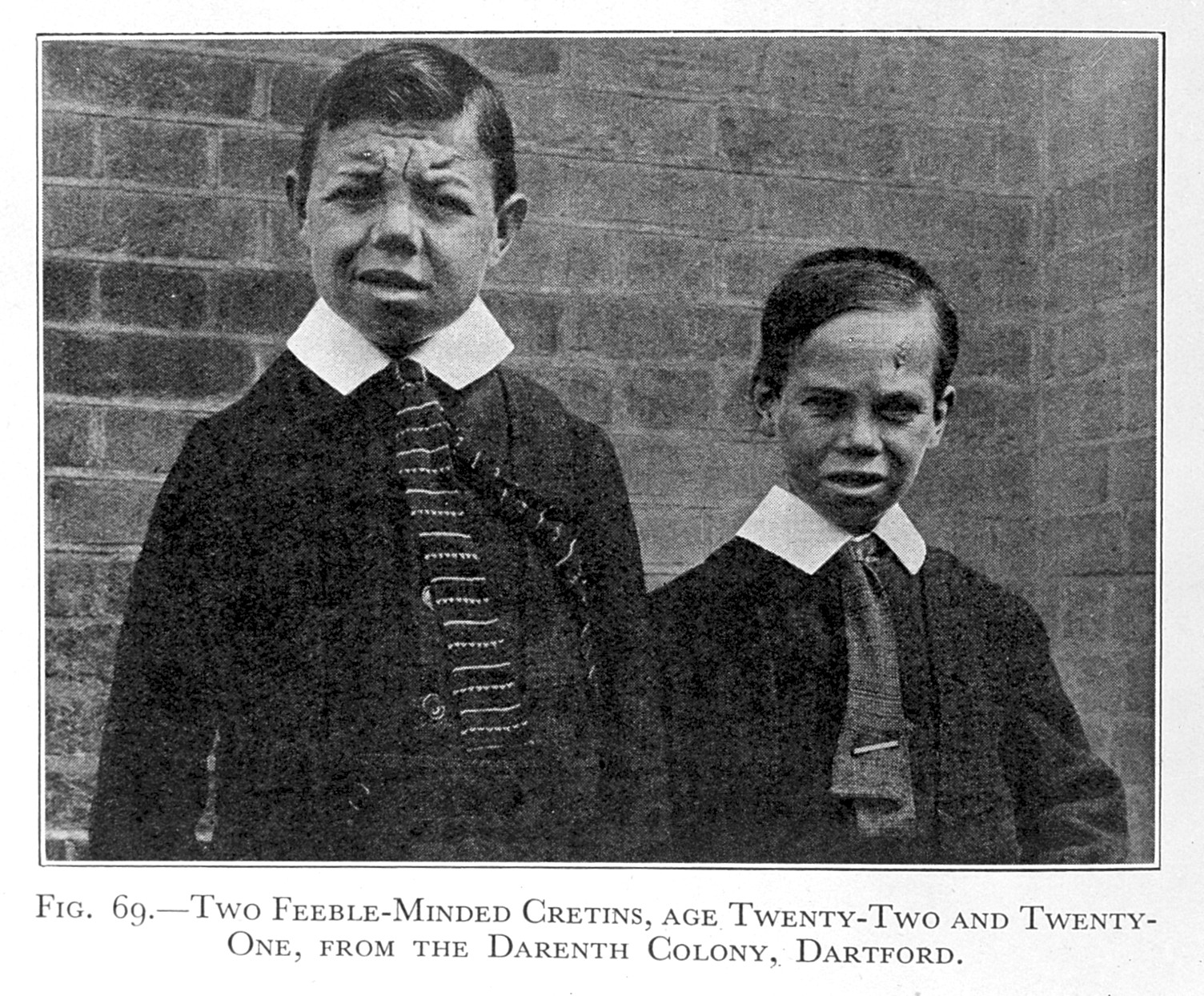
Ilustración de cretinismo, en Heredity in Man.

- Heredity and Eugenics. (1923). Constable & Co Ltd. Londres, Sídney, Bombay.

- Heredity in Man. (1929). Constable & Co.

- A botanist in the Amazon Valley. (1927). H. F. & G. Witherby.

- Human Genetics. (1946). The Macmillan company (2 v.)

- "Racial elements in the aborigines of Queensland, Australia" (enero de 1960). Zeitschrift für Morphologie und Anthropologie, v. 50. H. 2. p. 150–166.

- La abreviatura «R.R.Gates» se emplea para indicar a Reginald Ruggles Gates como autoridad en la descripción y clasificación científica de los vegetales.[13]

## Abreviatura (zoología)
La abreviatura Gates  se emplea para indicar a Reginald Ruggles Gates como autoridad en la descripción y taxonomía en zoología.